# Зенит (футбольный клуб, Ленинград, 1924)
«Зенит» (с 1938 года) — советский футбольный клуб из Ленинграда, существовавший с 1924 по 1939 год. Представлял Обуховский завод (в 1922—1992 годах — «Большевик»).

## Названия
- 1924: «Володарский район»
- 1925-1926: «Большевик»
- 1927-1928: «Клуб им. В. И. Ленина»
- 1929-1937: «Большевик»
- 1938-1939: «Зенит»

## История
В 1924 году на заводе «Большевик» появилась команда под названием «Володарский район». В сентябре в первом матче 23 первенства Ленинграда, проходившего по олимпийской системе, проиграла команде Ленинградского уезда. C 1925 года команда стала называться «Большевик», в 1936 году была передана в ведение новообразованного ДСО «Зенит».
До 1937 года команда играла в первенстве Ленинграда. В 1937 году «Большевик» выиграл звание чемпиона ВЦСПС, что дало ему право выступать в первенстве СССР. В 1938 году под руководством Михаила Юденича клуб, ставший называться «Зенитом», занял 22-е место и вылетел в группу «Б», где на следующий год занял также 22-е место, после чего был расформирован.
До 1924 года в футбольной лиге Петербурга выступала команда «Мурзинка», за которую играли рабочие и служащие Обуховского завода.

## Результаты выступлений
| Год      | Соревнование               | Место             |
| -------- | -------------------------- | ----------------- |
| 1924     | Чемпионат Ленинграда       | 1/4               |
| 1925 (в) | Чемпионат Ленинграда       | Серебряный призёр |
| 1925     | Чемпионат Ленинграда       | 7                 |
| 1926 (в) | Чемпионат Ленинграда       | Серебряный призёр |
| 1926     | Чемпионат Ленинграда       |                   |
| 1927 (в) | Чемпионат Ленинграда       |                   |
| 1927     | Чемпионат Ленинграда       | 5                 |
| 1928 (в) | Чемпионат Ленинграда       | 4                 |
| 1928     | Чемпионат Ленинграда       | 5                 |
| 1929 (в) | Чемпионат Ленинграда       |                   |
| 1929     | Чемпионат Ленинграда       | 4                 |
| 1930     | Чемпионат Ленинграда       |                   |
| 1931 (в) | Чемпионат Ленинграда       |                   |
| 1931     | Чемпионат Ленинграда       | 6                 |
| 1932     | Чемпионат Ленинграда       |                   |
| 1933     | Чемпионат Ленинграда       |                   |
| 1934     | Чемпионат Ленинграда       | 5                 |
| 1935     | Чемпионат Ленинграда       |                   |
| 1936     | Чемпионат Ленинграда       | 8                 |
| 1937     | Чемпионат Ленинграда       | 5                 |
| 1938     | Чемпионат СССР             | 22                |
| 1939     | Чемпионат СССР, группа «Б» | 22                |